# Anouk De Clercq
Pour les articles homonymes, voir De Clercq.
 (juillet 2023).
Anouk De Clercq (née à Gand en 1971) est une artiste multimédia belge flamande. 

## Biographie
Anouk De Clercq  a étudié le cinéma à Sint-Lukas,. Elle vit à Bruxelles.
Ses œuvres ont été présentées aux Tate Modern, Centre Georges Pompidou, Musée national centre d'art Reina Sofia, MAXXI, Centre d'Art Contemporain Genève, BOZAR, Festival international du film de Rotterdam, la Berlinale et à Ars Electronica, entre autres.
Elle est professeure invitée à l'Académie royale des beaux- arts de Gand (KASK).
Anouk De Clercq est l'auteure de Where is Cinema, publié par Archive Books.

## Filmographie
- Thing, court métrage (2013)
- Swan Song, court métrage (2013)
- Oops Wrong Planet, court métrage (2009)